# Ernesto, Duque da Baviera
Ernesto da Baviera (em alemão:  Ernst von Bayern), (Munique, 1373 – Munique, 2 de julho de 1438), foi um membro da Casa de Wittelsbach que foi duque de Baviera-Munique de 1397 até à sua morte. 

## Biografia
Ernesto era filho de João II da Baviera e governou o ducado da Baviera-Munique juntamente com seu irmão Guilherme III. 
Ele reprimiu as revoltas dos cidadãos de Munique em 1396 e 1410 e, em 1402, e forçou o seu tio, Estêvão III, a confinar o seu governo ao ducado da Baviera-Ingolstadt.
Posteriormente, e por diversas vezes, Ernesto lutou com sucesso, contra os duques da Baviera-Ingolstadt, Estêvão III e o filho, Luís VII, o Barbudo, como aliado de Henrique XVI, duque da Baviera-Landshut. Ernesto era membro da Sociedade do Periquito, formada na sequência do Concílio de Constança.
Após a extinção do ramo de Straubing dos Wittelsbach, Ernesto teve que lutar contra os outros ramos bávaros da sua dinastia. Assim, a Baviera-Straubing acabou por ser repartida entre os dois ramos existentes: a Baviera-Munique (governada por Ernesto e pelo irmão, Guilherme II) recebeu metade do território, incluindo a capital (a cidade de Straubing); e a Baviera-Ingolstadt (governada por Henrique XVI e Luís VII) recebeu a outra metade.
Como aliado da Casa de Luxemburgo, Ernesto apoiou o seu cunhado, Venceslau IV da Boêmia contra o novo rei Ruperto, que pertencia ramo principal dos Wittelsbach (a sua própria dinastia), mantendo o apoio ao irmão de Venceslau, o imperador Sigismundo, nas suas guerras contra os apoiantes de Jan Hus, o que levou a devastações ocorridas por toda a Baviera setentrional até 1434.
Quando o seu filho Alberto III casou secretamente com a criada Agnes Bernauer em 1432, ela foi acusada de bruxaria, mandada executar e o seu corpo atirado ao rio Danúbio. A guerra civil com o seu filho teve finalmente um fim, permitindo a reconciliação entre os dois.
Ernesto está sepultado na Frauenkirche, em Munique.

## Casamento e descendência
Em 26 de janeiro de 1395, Ernesto casou em Pfaffenhofen an der Ilm com Isabel Visconti, filha de Barnabé Visconti tendo tido quatro filhos:
1. Alberto III (Albrecht III.), (1401-1460), que sucedeu ao pai;
2. Beatriz (Beatrix) (c. 1403-1447), que casou primeiro, em 1424, com o conde Hermann III de Cilli; e, em segundas núpcias, em 1428, com João, Conde Palatino de Neumarkt;
3. Isabel (Elisabeth) (c. 1406-1468), que casou primeiro, em 1430, com Adolfo, Duque de Jülich-Berg; e em segundas núpcias, em 1440, comk o conde Hesso de Leiningen;
4. Amalia (Amalie) (1408-1432), freira.

Ele também teve três filhos ilegítimos.